# My Sweet Lord
A My Sweet Lord az All Things Must Pass album első dala, amit George Harrison írt.  A dal 1970-ben jelent meg az All Things Must Pass tripla albumon. A dalt kislemezen is kiadták, 1971-ben a listák első helyére kapaszkodott az Egyesült Királyságban. Harrison a hindu isten, Krisna dicsőítésére írta a dalt.
A dal egy nagy médiafigyelmet kiváltó szerzői jogi per középpontjába került, mivel sokban hasonlít Ronnie Mack He's So Fine című művére, mely 1963-ban került a slágerlistákra. A bíróság 1976-ban azt a döntést hozta, hogy Harrison tudat alatt használta fel a korábbi dallamot. A döntés jelentős visszhangot keltett zenei körökben. Harrison azt állította, hogy neki a szerzői jogi védelem alá már nem eső Oh Happy Day adta az ihletet a dal megírásához.